# Ковалёв, Александр Николаевич
Александр Николаевич Ковалёв (род. 30 мая 1949, Донецк, Украинская ССР) — советский писатель, поэт, доктор технических наук.
По образованию — инженер-энергетик, доктор технических наук, профессор, академик ПАНИ, автор ряда статей и изобретений в области энергетики и энергомашиностроения. Одновременно много лет профессионально работает в литературе, член Союза писателей СССР (России), автор двух десятков книг поэзии, прозы, юмора и многочисленных публикаций в российской и зарубежной периодике.

## Биография
Родился в русско-белорусской семье. Отец — русский, водитель автобуса; мать — белоруска, лаборант-строитель. По образованию — инженер-энергетик, закончил Московский Энергетический институт (1968-74) и аспирантуру при Ленинградском Политехническом институте (1978-82), доктор технических наук, профессор, академик ПАНИ, эксперт Международного Энергетического Комитета, один из ведущих специалистов страны в области энергетики, автор ряда статей, монографий и изобретений. Прошел путь от инженера до Главного конструктора КБ газовых турбин знаменитого «Ленинградского Металлического завода». Стажировался в США (компания «Вестингаус» 1994), в дальнейшем работал в ведущих западных энергетических компаниях «АВВ», «Ренишоу», «Фортум».
Одновременно много лет профессионально работает в литературе в жанрах поэзии, прозы и публицистики, член Союза Писателей СССР (1991), затем СП России. Собственно, эта ипостась и определила его наибольшую известность и популярность.
Как говорит сам писатель в одном из своих интервью: « Я родился на самом излёте тех самых „сороковых-роковых“ в небольшом шахтерском городке под Донецком, куда мои родители приехали в 1946 по комсомольскому призыву на восстановление послевоенного разрушенного Донбасса. Отец, Ковалёв Николай Иванович, после мобилизации из Красной армии, в которой он с июля 1942 по май 1945 прошел по дорогам войны от Моздока до Берлина и Праги. Мама, урождённая Дятлова Нина Ивановна, из сожженного фашистами белорусского Витебска, в котором она пятнадцатилетней девчонкой чудом выжила в годы оккупации. Своего „донецкого житья“ я почти не помню, так как в четыре года родители переехали из Донбасса на Северный Кавказ, родину моего отца. Так что своё детство и юность я провел в совершенно удивительных лермонтовских местах — Пятигорск, Кисловодск, Черкесск, которые, собственно, и воспитали меня своей природой, историей, удивительной атмосферой творчества и романтизма…».
Первый литературный опыт писатель приобрел в Москве, где в студенческие годы занимался в поэтической мастерской Александра Межирова, здесь же, на радио и в московских молодёжных газетах появились первые публикации его стихов. Всерьез же литературным творчеством занялся уже в Ленинграде, куда был распределен после окончания института на работу в турбостроительное КБ «Ленинградского Металлического завода».
По признанию самого поэта в Питере он «сразу попал в хорошие руки», занимался в ЛИТО у Леонида Хаустова и Сергея Давыдова, работал в семинарах Леонида Агеева и Натальи Грудининой, был участником нескольких конференций молодых писателей Северо-Запада. Как результат первые же крупные публикации стихов (альм. «Молодой Ленинград — 78» и ж."Звезда", 1978, № 10) обратили на себя внимание критики. Так, Наталья Банк в своей статье «Кто же примет эстафету» о молодой поэзии Ленинграда (г. «Вечерний Ленинград», 27.04.1981), называя фамилию Ковалёва в числе наиболее обещающих молодых поэтов, обращает внимание на серьёзный, профессиональный подход молодого автора к работе над словом: «Материал хорошо изучен — каждой главе предпослан документальный эпиграф…» — это о небольшой поэме «Первая любовь Республики» о строительстве первенца электрификации Волховской ГЭС.
А поэт Вячеслав Кузнецов, в конце семидесятых возглавивший отдел поэзии журнала «Звезда», представляя лирическую подборку поэта в журнале, пишет: «Сегодня это один из наиболее заметных молодых ленинградских поэтов, со своим видением мира, незаёмной поэтикой, острым поэтическим зрением. Поэзии Александра Ковалёва, его лучшим стихам и поэмам присущи настоящий профессионализм, высокие художественные идеалы, четкость нравственной позиции и в лирике, и в стихах гражданственной тематики…».
Разумеется, столь высокая оценка в известной мере обязана времени. На дворе конец семидесятых — начало восьмидесятых.. Молодой поэт с хорошей биографией инженера-турбостроителя приходится ко двору и официальной критике, и кураторам молодой литературы от Ленинградского Обкома и ЦК ВЛКСМ. Но бесспорны и неординарные творческие способности. При всей идеологизированности средств массовой информации и печати того времени, в издательствах и отделах поэзии журналов работают настоящие профессионалы, которые посредственность в печать просто не пускают. А стихи Ковалёва с начала восьмидесятых с завидным постоянством публикуют журналы «Нева», «Аврора», «Звезда», «Смена», «Молодая Гвардия», «Советский воин», «Литературная учёба», «Дружба», «Студенческий меридиан», «Комсомольская правда» и многие другие издания, стихи переводятся за рубежом (болгарский, английский, финский и др.).
Автор много ездит по стране в творческие командировки: Урал, Дальний восток, Сибирь. Теперь вместе со стихами в печати появляются его публицистические работы — очерк о первостроителях Комсомольска-на-Амуре (ж. «Смена», 1982, № 11), очерк о строителях Саяно-Шушенской ГЭС «Енисейский меридиан» (г. «Турбостроитель», 08.1983), многочисленные корреспонденции и статьи в газетах «Смена», «ЛГ», «Вечерний Петербург».
В 1982 в «Лениздате» у Ковалёва выходит первый авторский сборник стихов «Равновесие». Несмотря на то, что в книге всего три десятка лирических стихотворений и небольшая поэма о войне «Лейтенанты», книга хорошо встречена критикой и товарищами по литературному цеху, особенно поэма. Но книга крохотная, всего один авторский лист — 700 поэтических строк из многих тысяч написанных автором к тому времени. Ленинградский поэт Александр Шевелев, давно и хорошо знакомый с творчеством молодого автора, берется в качестве редактора подготовить к изданию в московском издательстве «Современник», с которым он плотно сотрудничает, второй поэтический сборник поэта.
В те времена процесс подготовки и издания книги в госиздательстве многотрудный и многолетний, а страна в середине восьмидесятых меняется на глазах. Публицистический и гражданственный темперамент Ковалёва активно реагирует на перемены в обществе. В это время из-под пера поэта выходит ряд острых публицистических стихотворений и поэм, которые сразу же публикуются в толстых журналах: поэма «Десант» (ж. «Нева», 1984, № 9), поэма «Дамба» (ж. «Аврора», 1985, № 10), поэма «Три минуты — по Гринвичу» (ж. «Звезда», 1986, № 7).
Особый резонанс в обществе вызвала антивоенная поэма «Три минуты по Гринвичу», впервые опубликованная в июне 1985 в газете «Комсомольская правда» (приложение «Современник») . Сюжет поэмы основан на реальном событии, когда американские военные радары приняли стаю птиц за советские ракеты с ядерными боеголовками. В поэме через судьбы конкретных персонажей проходит вся боль, вся нелепость и безумие этой роковой ошибки, едва не приведшей мир к ядерной катастрофе. В рецензии на эту работу московский критик Алла Киреева писала: «Вторжение публицистики в поэзию — явление не новое, но очень нужное сегодня. Поэма молодого ленинградца Александра Ковалёва основана на действительном факте. Сюжет, подкинутый автору жизнью, непрост, драматичен, даже скорее трагичен. И в нём (в его авторском, поэтическом отражении) есть острота, ирония, непреходящая актуальность и непосредственная причастность к каждому отдельному человеку…» (ж. «Литературная учёба», 1986, № 3).
В 1989 в издательстве «Современник» под редакцией А.Шевелева у Ковалёва выходит второй, на этот раз полновесный поэтический сборник «Взаимосвязь», в котором поэту удалось показать многое из того, что он сумел сделать в 70-е и 80-е. Да и времена изменились, возможным стало печатать то, что не могло бы увидеть свет ещё 3 — 4 года назад. Ну, хотя бы такие строки из стихотворения «Провинция»: «Провинция — великая провидица,/ ей все всегда известно наперед,/ когда в столице голод лишь предвидится,/ провинция уже с сумой бредет…».
В 1990 в разных издательствах Москвы и Ленинграда у поэта выходят сразу три поэтические книжки: «Точка возврата» (изд. ж. «Молодая Гвардия»), «Урочный час» (ЛО изд. «Советский писатель») и «Перекресток» (изд. «Молодая Гвардия»). Издательства все ещё государственные, советские, тиражи по 25 тыс.экз плюс отменный гонорар, но уже, практически, никакой цензуры, и поэт волен печатать, например, острое, нелицеприятное власти стихотворение об уходе Высоцкого «На смерть паруса» и ещё вчера совсем непредставимую в печати «Балладу о возвращении в Герат»: «Мы уходим в Герат, мы молчим, нам афганская осень/ не напомнит своей в Таганроге, Рязани, Орле./ Нам не трудно молчать — нас комбаты и письма не спросят:/ кто вы ей и зачем вы на этой земле…».
В последние пару десятилетий новейшей истории нашей страны автор продолжает активно работать в литературе. За эти годы при спонсорской поддержке у него вышло более десятка новых книг поэзии и прозы. Его стихи и публицистику по-прежнему охотно публикуют центральные газеты и толстые журналы, а критика отмечает теперь иные качества его творчества, свойственные профессиональной зрелости.
В своей статье о поэзии Александра Ковалёва «Всесильный бог деталей…» (г. «Деловое обозрение», СПб, 05, 2001) критик Валентин Линев пишет: «…поэзия Ковалёва всегда узнаваема и её легко отличить от многочисленных и непритязательно-злободневных сочинений сегодняшнего дня. И главное, на мой взгляд, качество, которое её отличает — достоверность детали…»
Собственно, «достоверность детали» в его поэзии распространяется не только на бытовые коллизии, но и на оценку самого творческого процесса сочинительства в современном мире: «Пора грустить, пора печалиться!/ Теперь уж в точности проверено:/ увы, ничто не возвращается -/ ни времена, ни вдохновение./ А на подмостках рифмы пенятся,/ имен без счета напророчено./ Но век серебряный не сменится/ ни золотым, ни позолоченным…».
Впрочем, поэт всегда был честен со своими читателями не только в стихах, но и в жизни. В одном из интервью (ж. "Невский альманах, 2009, № 3) на вопрос: «Что сегодня нужно поэту в плане обратной связи?», он ответил буквально следующее:
«Как ни печально, не хватает тех, для кого литератор творит — читателей. Мы, писатели, сегодня „варимся в собственном соку“, ибо о тиражах книг в 300—500 экземпляров говорить несерьезно. У меня были звездные часы: полосы центральных газет, отданные под мои поэмы, шесть гонорарных, ещё советских книг, миллионные тиражи, мешки читательских писем, встречи с читателями в престижных столичных залах и на площадях провинциальных городов. Увы, все это в прошлом. Правда, сейчас у меня есть другая возможность — стараюсь компенсировать недостаток общения с широким читателем через Центральное телевидение, через Интернет, но, конечно, откликов, живых голосов не хватает…».
И ещё один штрих. Творческий портрет Александра Ковалёва был бы неполным без иронических творений. Юмористические строки, пародии, иронические стихи и сатирические рассказы с удовольствием публикуют «Литературная газета» и журнал «Крокодил», журнал «Вокруг смеха» и далекий американский «Бостонский космополит», их читают с эстрады и на телевидении известные мастера эстрадного жанра, а также сам автор в популярных юмористических передачах ЦТ — «Смехопанорама» «Кривое зеркало», «Смеяться разрешается»…. Сам же автор о своих «смешных» творениях говорит следующее: «Все, что я делаю в жанре литературной пародии, я делаю исключительно в свободное от серьёзной литературной работы время, исключительно для собственного удовольствия и исключительно из любви к пародируемым авторам — моим друзьям по литературному цеху. А мои друзья по определению не могут быть плохими поэтами. На плохих я просто не пишу. Надеюсь, что мои опыты в этом жанре — в меру корректны, чтобы не показаться слишком обидными для отдельных персоналий, и в меру забавны, чтобы не показаться слишком скучными для читателя…» (г. «ЛГ», 2007, № 7, стр.16).
Александр Ковалёв, лауреат премии Ленинского комсомола, Всероссийской независимой литературной премии им. Б. Корнилова (2008), . премии им. Маршала Говорова ЗАКСА Санкт-Петербурга (2016), премии им. Александра Невского Свято-Троицкой Александро-Невской Лавры (2017) и ряда других премий современной России.
В 2014 году он был удостоен премии «Золотой телёнок» «Литературной Газеты» («Клуба 12 стульев»).
Его стихи и проза переводились на болгарский, английский, финский и др.яз.
Живёт и работает в Санкт- Петербурге.

## Некоторые статьи о творчестве Ал. Ковалёва
- Банк Н. Кто же примет эстафету // газ. Вечерний Ленинград, 1981, № 97, стр.3
- Попов М. О поэме Александра Ковалёва // ж. Литературная учёба, 1986, № 3, стр.69
- Линев В. Последний снегопад столетия // газ. Деловое обозрение, 1999, № 10, стр.4
- Линев В. «Всесильный бог деталей…» // газ. Деловое обозрение, 2000, № 12, стр.6
- Юрков О. Исповедь Александра Ковалёва // газ. Литературный Петербург, 2004, № 51, с.4
- Шатохина О. Блиц-рецензия На стыке времен // Лит. газ. 2005, № 47, С.8
- Мелихан К. «На плохих я просто не пишу…» // Лит. газ. 2007, № 7, стр.16
- Щагина С. Старый плавучий чемодан // газ. Вечерний Петербург, 15.03.2007, стр.7
- Шатохина О. Основа основ // Лит. газ. 2008, № 52, стр.8
- Яркова М. На холме, где горизонты шире // ж. Невский альманах, 2009, № 3, стр.6